# 马米尼亚克
马米尼亚克（法語：Marminiac，法語發音：[maʁminjak]）是法国洛特省的一个市镇，位于该省西部，和多尔多涅省接壤，属于卡奥尔区。

## 地理
马米尼亚克（44°39'56"N, 1°11'38"E）面积22.88 平方千米，位于法国奧克西塔尼大區洛特省，该省份为法国西南部内陆省份，北起顺时针与科雷兹省、康塔爾省、阿韦龙省、塔恩-加龙省、洛特-加龍省和多尔多涅省接壤。
与马米尼亚克接壤的市镇（或旧市镇、城区）包括：康帕尼亚克-莱凯尔西、贝斯、佩里戈尔自由城、卡扎勒、蒙克莱拉、圣卡普赖、萨尔维亚克。
马米尼亚克的时区为UTC+01:00、UTC+02:00（夏令时）。

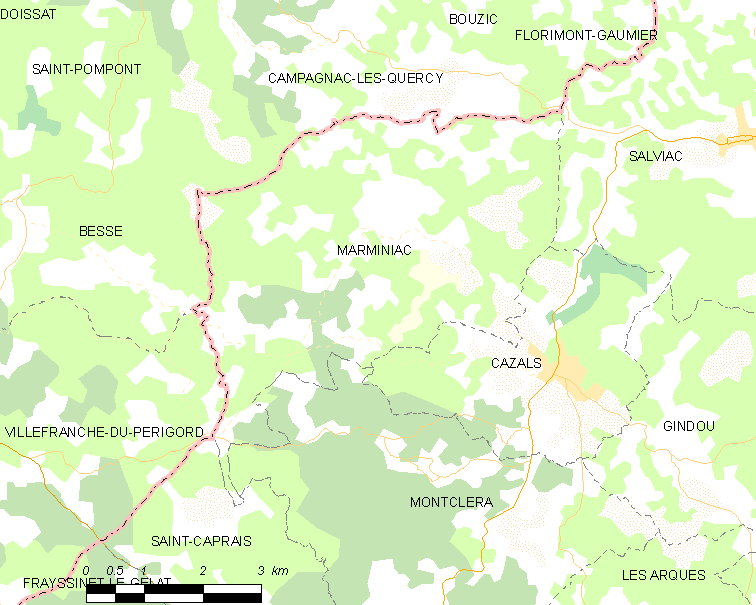
马米尼亚克的OSM定位图

## 行政
马米尼亚克的邮政编码为46250，INSEE市镇编码为46184。

## 政治
马米尼亚克所属的省级选区为古尔东县。

## 交通
洛特省省道D13线、D45线和D63线经过境内。

## 人口

1962-2008年间马米尼亚克人口变化图示

马米尼亚克于2022年1月1日时的人口数量为348人。